# 佐伯命
佐伯命（さえきのみこと、佐伯王、さえきのきみ）は、古代日本の人物。父は日本神話に登場する日本武尊とされ、兄に武田王がいる。三河国の御使連（みつかいのむらじ）の祖だとされている。

## 概要
『先代旧事本紀』では三河の御使連の祖は日本武尊の子である佐伯命とされている（『新撰姓氏録』では気入彦命が応神天皇の詔を奉じて、逃亡した宮室の雑使らを三河国で捕らえ、その功績によって御使連の氏姓を賜ったとされている）。
『ホツマツタヱ』の伝承によると、佐伯王（佐伯命）は日本武尊が尾張国で結婚して、後に妻となった宮簀媛（美夜受比売）により、産まれたとされている。

## 祀る神社
- 猿投神社